# Pnoepyga mutica
A Pnoepyga mutica a verébalakúak (Passeriformes) rendjébe, ezen belül a Pnoepygidae családba és a Pnoepyga nembe tartozó faj. Korábban a Pnoepyga albiventer alfajának tekintették. 9-10 centiméter hosszú. Észak-Mianmar és délközép- és közép-Kína erdős területein él. Rovarokkal, magokkal táplálkozik. Márciustól augusztusig költ.

## Fordítás
- Ez a szócikk részben vagy egészben  a   Chinese wren-babbler című angol Wikipédia-szócikk fordításán alapul.  Az eredeti cikk szerkesztőit annak laptörténete sorolja fel. Ez a jelzés csupán a megfogalmazás eredetét és a szerzői jogokat jelzi, nem szolgál a cikkben szereplő információk forrásmegjelöléseként.